# Е. Р. Брейтуейт
Едуард Рикардо Брейтуейт (на английски: Edward Ricardo Braithwaite), по-известен под псевдонима Е. Р. Брейтуейт, е гвиански писател, дипломат, учител, известен със своите социално ангажирани произведения, описващи дискриминацията срещу негрите.

## Биография
Роден е в Джорджтаун, Гвиана. Още като дете Брейтуейт води привилегирован живот – и двамата му родители са учили в Оксфорд, а по собствените му думи израстването му е изпълнено с успех, гордост и качествено образование. Учи в Гвианския колеж Куийн, а след това и в ню-йорския Сити Колидж. Завършва университета в Кеймбридж със специалност физика. Получава почетна докторска степен от Оксфордския университет и Сорбоната в Париж. Става дипломат: първият постоянен представител на Гвиана в ООН, после е посланик във Венецуела.
По време на Втората световна война е пилот в Кралските военновъздушни сили. По-късно описва престоя си в армията като един от малкото случаи, когато не е бил отхвърлен заради цвета на кожата си. След войната постъпва в Кеймбридж, където получава бакалавърска степен и впоследствие докторска степен по физика. Като много други чернокожи по това време, дори със своята подготовка и образование, Брейтуейт трудно намира каквато и да е работа. Изправен пред трудния избор той решава да остане в Лондон и да приеме позицията на учител в Източен Лондон. Романът „На учителя с любов“, преведен и на български, разказва живота на Брейтуейт докато преподава там. Докато пише първата си книга, Едуард проявява интерес към социалните дейности. Напуска работата си на учител и става социален работник, чиято отговорност е да намира дом за всички цветнокожи сираци. Дейността му в сферата на социалните грижи е отразена във втория му роман „Платен слуга“. Голяма част от творчеството на Брейтуейт се занимава с темата за образования чернокож, който не може да си намери препитание, заради цвета на кожата.
През 1967 г. излиза филмова екранизация на „На учителя с любов“. През 1973 г. в Южноафриканската република е отменена забраната негови книги да се издават там и той решава да посети страната. От ЮАР му издават виза с временен статут на „Почетен бял“, който му отрежда повече привилегии от тези на местното чернокожо население, но по-малко в сравнение с тези на белите. Преживяванията си по време на шестседмичния си престой в Южна Африка той описва в романа „Почетният бял“ от 1975 г.
Едуард Рикардо Брейтуейт умира на 12 декември 2016 г. в Роквил, Мериленд.

## Произведения
- To Sir, With Love (1959)
На учителя с любов, изд.: „Отечество“, София (1980), прев. Людмила Харманджиева
- Paid Servant (1962)
- A Kind of Homecoming (1962)
- Solid Lubricants And Surfaces (1964)
- Choice of Straws (1965)
- Lubrication And Lubricants (1967)
- Reluctant Neighbors (1972)
- Honorary White (1975)
- Molybdenum, Vol. 19 (1994)
- Hurricane Hits England (Preface – 2000)
- Billingsly: The Bear With The Crinkled Ear (2008)